# Burglauer

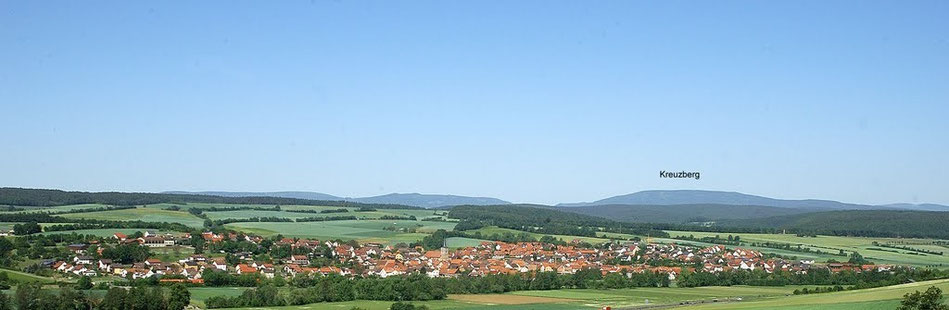
Ortsansicht von Burglauer im Mai 2010

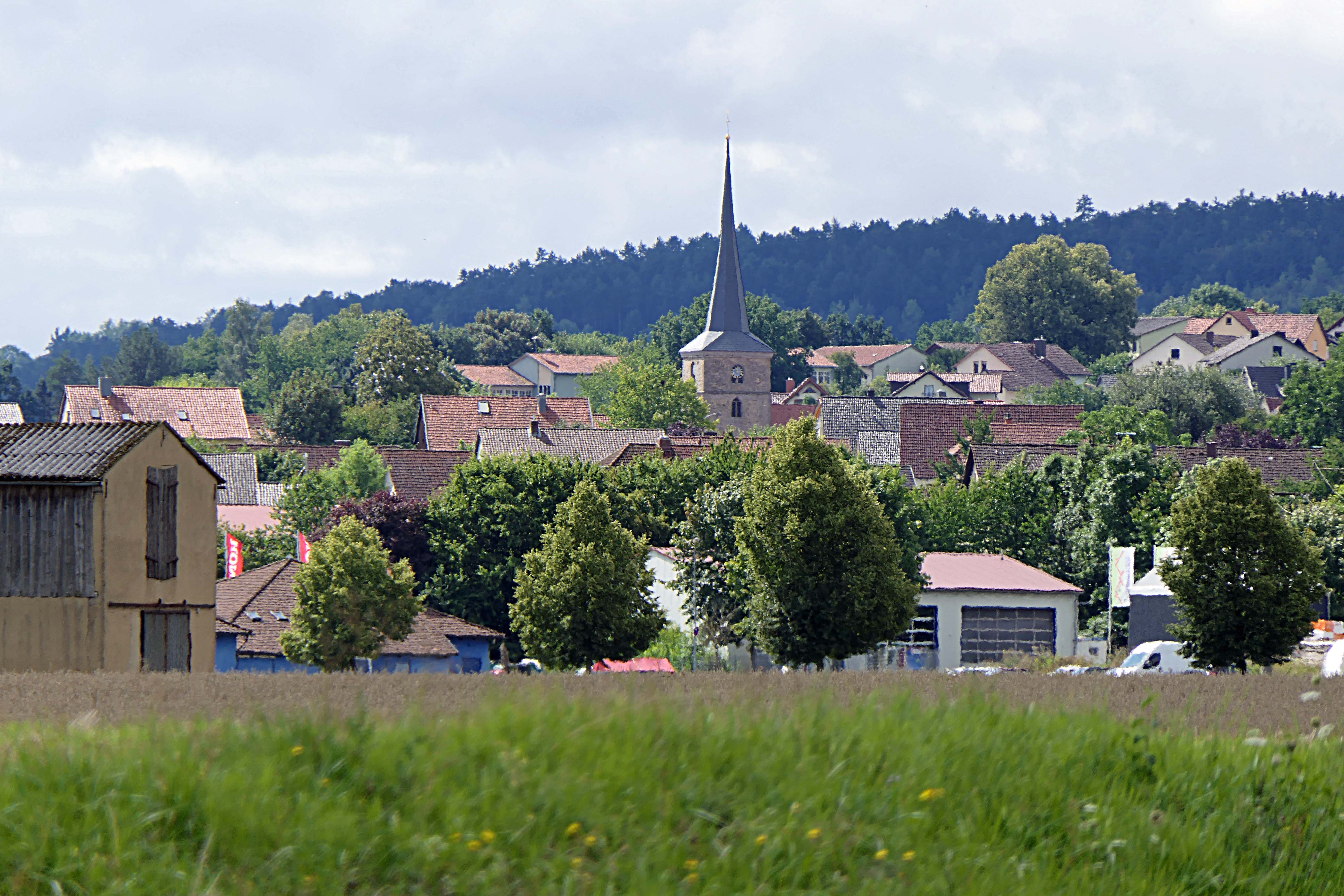
Burglauer von Norden

Burglauer ist eine Gemeinde und ein Dorf im unterfränkischen Landkreis Rhön-Grabfeld sowie Mitglied der Verwaltungsgemeinschaft Bad Neustadt an der Saale.

## Geografie
Die Gemeinde liegt in der Region Main-Rhön am Fluss Lauer.

### Gemeindegliederung
Es gibt zwei Gemeindeteile (in Klammern ist der Siedlungstyp angegeben):
- Burglauer (Pfarrdorf)
- Höhbergsmühle (Einöde)

Es gibt die Gemarkungen Burglauer, Burglauer Wald und Steinacher Forst l. d. Saale.

## Geschichte

### Bis zur Gemeindegründung
Burglauer könnte erstmals in einer Urkunde Kaisers Arnulf von Kärnten am 11. März 899 erwähnt sein, die mitgenannten Orte liegen alle nicht weit entfernt, doch ist die Zuordnung von Iura zu Burglauer unter Historikern umstritten.
Ab dem ausgehenden 11. Jahrhundert wurde die Burg Lure (Burg Lauer) im Dorf erwähnt, die 1225 erneuert und 1525 im Bauernaufstand gebrandschatzt wurde. In den darauffolgenden Jahrhunderten verfiel die Burg, lediglich Wallanlagen und der Burgkeller sind noch erhalten. Zur Burganlage gehörte auch die abgegangene Seemühle. Im Laufe der Zeit hatten dort verschiedene Geschlechter ihre Ansitze wie die von Lure, von Steinau genannt Steinrück, von Ostheim, von der Milz und von der Kehre.
Eine weitere Burganlage befand sich wohl in der Zeit der Völkerwanderungen auf dem kleinen Höhberg im heutigen Gemeindegebiet. Schloss Steineck wurde im Dreißigjährigen Krieg zerstört.
Das Amt des Hochstifts Würzburg wurde 1803 zugunsten Bayerns säkularisiert und fiel im Frieden von Preßburg (1805) an Erzherzog Ferdinand von Toskana zur Bildung des Großherzogtums Würzburg. Die 1806 mediatisierten Rechte der Freiherren von Gebsattel (Rittergut Lebenhan) fielen 1814 mit an Bayern. Im Zuge der Verwaltungsreformen in Bayern entstand mit dem Gemeindeedikt von 1818 die heutige Gemeinde. 1830 hatte die Gemeinde schon eine eigene Schule und mit der Höhbergsmühle, auch Kübelsmühle genannt, und der Seemühle zwei Mühlen.

### Kreiszugehörigkeit
Die Gemeinde gehörte bis zum 30. April 1978 zum Landkreis Bad Kissingen.

### Einwohnerentwicklung
- 1961: 1096 Einwohner[6]
- 1970: 1163 Einwohner[6]
- 1987: 1372 Einwohner
- 1991: 1466 Einwohner
- 1995: 1609 Einwohner
- 2000: 1685 Einwohner
- 2003: 1676 Einwohner
- 2005: 1682 Einwohner
- 2007: 1677 Einwohner
- 2008: 1685 Einwohner
- 2009: 1659 Einwohner
- 2010: 1631 Einwohner
- 2011: 1640 Einwohner
- 2012: 1633 Einwohner
- 2013: 1656 Einwohner
- 2014: 1667 Einwohner
- 2015: 1649 Einwohner
- 2020: 1748 Einwohner

Im Zeitraum 1988 bis 2018 stieg die Einwohnerzahl von 1380 auf 1687 um 307 Einwohner bzw. um 22,3 %. 2001 hatte die Gemeinde 1709 Einwohner.

## Politik

### Bürgermeister
Erster Bürgermeister ist Marco Heinickel (CSU).

## Baudenkmäler

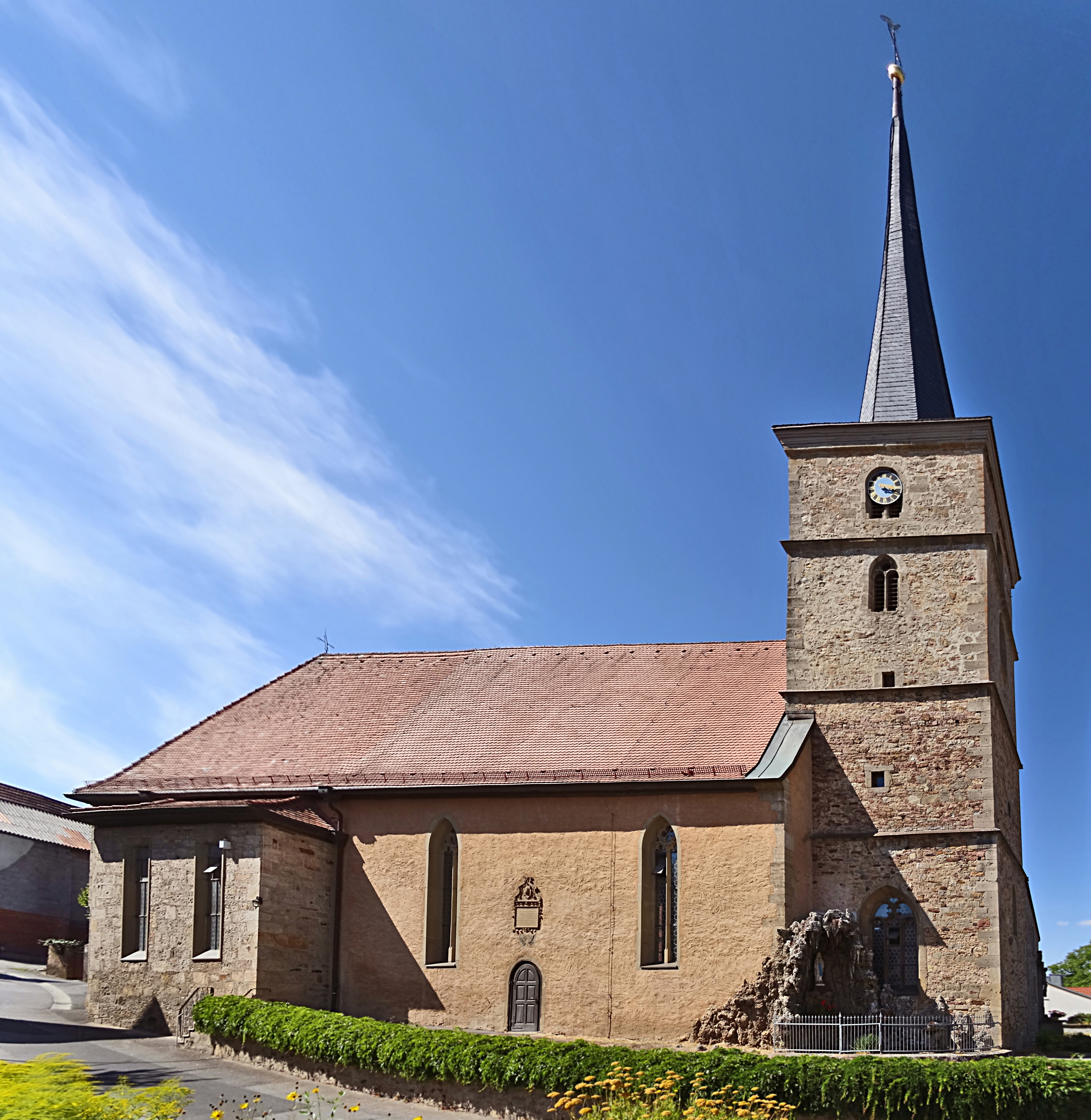
St. Peter und Paul

### Wappen
| Wappen von Burglauer | Blasonierung: „In Silber ein schmaler blauer Wellenbalken; darüber drei, zwei zu eins gestellte, sechsspeichige schwarze Räder, unten ein roter Zinnenturm mit offenem Tor.“ |
| Wappen von Burglauer | Wappenbegründung: Der Zinnenturm und der Wellenbalken als Symbol für den Fluss Lauer stehen redend für den Ortsnamen. Der Ort leitet seinen Namen von dem Fluss Lauer ab. Der Zusatz Burg- taucht erstmals 1232 zur Unterscheidung von Niederlauer im selben Landkreis und Poppenlauer im Landkreis Bad Kissingen auf. Die Räder sind dem Wappen der Herren von Steinau entnommen, die seit 1523 im Ort belegt und 1734 ausgestorben sind. In der Pfarrkirche St. Petrus und Paulus liegt das Grab des Ritters Bernhard von Steinau, gestorben 1508, und seiner drei Frauen. Die Farben Rot und Silber aus dem Wappen des Hochstifts Würzburg weisen auf die lange Zugehörigkeit zum hochstiftischen Territorium hin. Dieses Wappen wird seit 1966 geführt. |

## Wirtschaft und Infrastruktur

### Wirtschaft einschließlich Land- und Forstwirtschaft
Es gab im Jahr 2020 nach der amtlichen Statistik im produzierenden Gewerbe 44 und im Bereich Handel und Verkehr 24 sozialversicherungspflichtig Beschäftigte am Arbeitsort. In sonstigen Arbeitsbereichen waren 22. Sozialversicherungspflichtig Beschäftigte am Wohnort gab es insgesamt 770. Im verarbeitenden Gewerbe gab es keinen Betrieb, im Bauhauptgewerbe drei Betriebe. Zudem bestanden im Jahr 2016 neun landwirtschaftliche Betriebe mit einer landwirtschaftlich genutzten Fläche von 571 Hektar, davon waren 540 Hektar Ackerfläche.

### Bildung
Es gibt folgende Einrichtungen (Stand 2021):
- eine Kindertageseinrichtung mit 99 Plätzen und 99 Kindern,
- eine Volksschule mit vier Klassen und 78 Schülern

## Söhne und Töchter der Stadt
- David Mottl (* 1977), Koch, mit einem Stern im Guide Michelin ausgezeichnet

## Literatur

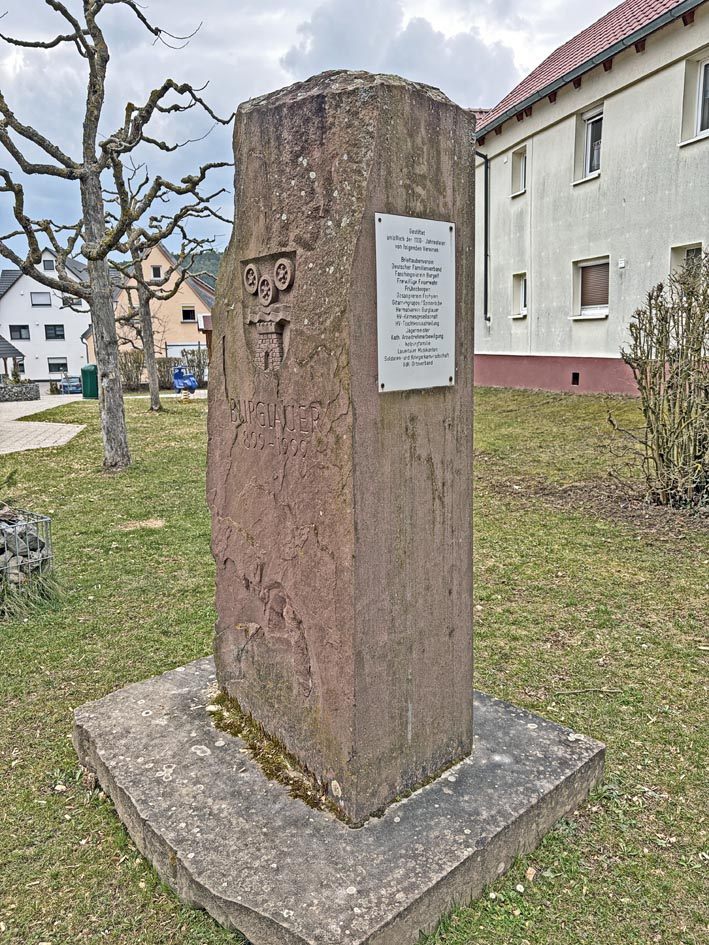
Gedenkstein „1000 Jahre Burglauer“